# آرامگاه آقا لار
مقبره آقالار مربوط به دوره زند است و در مراغه، خیابان کاشانی، بوستان آقالار واقع شده و این اثر در تاریخ ۱۷ آذر ۱۳۷۷ با شمارهٔ ثبت ۲۱۷۳ به‌عنوان یکی از آثار ملی ایران به ثبت رسیده است.